# Pimentelia
Pimentelia là một chi bọ cánh cứng trong họ Chrysomelidae.
Chi này được miêu tả khoa học năm 1939 bởi Laboissiere.

## Các loài
Các loài trong chi này gồm:
- Pimentelia hertigi Laboissiere, 1931
- Pimentelia kuanduensis Labossiere, 1939
- Pimentelia ochracea Laboissiere, 1939
- Pimentelia ochracea Laboissiere, 1939